# Gerhardus Berend Broekema
Gerhardus Berend Broekema (Assen, 2 februari 1866 - Kampen, 30 augustus 1946) was een Nederlandse architect en kunstschilder.
Broekema heeft een lange loopbaan gekend. Hij was een veelzijdig architect die niet alleen onder meer woningen, winkels en industriegebouwen ontwierp maar ook verschillende bouwstijlen hanteerde.

## Oeuvre (onvolledig)
- Dubbel woonhuis aan de Vaart Z.Z. 131-133 te Assen, 1888-1889, gemeentelijk monument[1]
- Magazijn aan de Molenweg 169 te Zwolle, 1896-1898, rijksmonument[2]
- Woonhuis aan de Van Nagellstraat 19 te Zwolle, 1898-1899, rijksmonument[3]
- Woonhuis aan de Van Nagellstraat 7 te Zwolle,  1899-1900, gemeentelijk monument
- Hoekpand aan de Oudestraat 124 te Kampen, 1900, rijksmonument[4]
- Woon-winkelpanden aan de Plantage 2-18 te Kampen, circa 1900, rijksmonument[5]
- Woon-winkelpand aan de Oudestraat 148 te Kampen, circa 1900, rijksmonument[6]
- Gasthuisstraat 1a te Kampen, circa 1900, rijksmonument[7]
- Winkelpui voor een slagerij in jugendstil, Broederstraat 21 te Kampen, 1904, rijksmonument[8]
- Centraal Apotheek te Leeuwarden, 1904-1905, rijksmonument[9]
- Herenhuis aan de Ootmarsumsestraat 83 te Almelo, circa 1905, rijksmonument[10]
- Herenhuis aan de Ootmarsumsestraat 85 te Almelo, 1907, rijksmonument[11]
- IJsselkade 18-20 te Kampen, 1907, rijksmonument[12]
- Dubbel herenhuis aan de Veerallee 37-38 te Zwolle, 1907
- Herenhuis aan de Ootmarsumsestraat 87 te Almelo, 1910, rijksmonument[13]
- Woonhuizen aan de Venestraat 2-20 te Zwolle, 1914, gemeentelijk monument
- Begijnekwartier bestaande uit 170 woningen en twee winkels te Kampen, 1915-1916
- Ziekenafdeling aan de Burgwal 49 te Kampen, 1930-1931, gemeentelijk monument
- Middenstandswoningen aan de Fernhoutstraat 14-30 te Kampen, jaren 1930
- De Oldenhof, vier blokken armenwoningen aan de Christinastraat 2-48 te Kampen, 1938, gemeentelijk monument

## Afbeeldingen

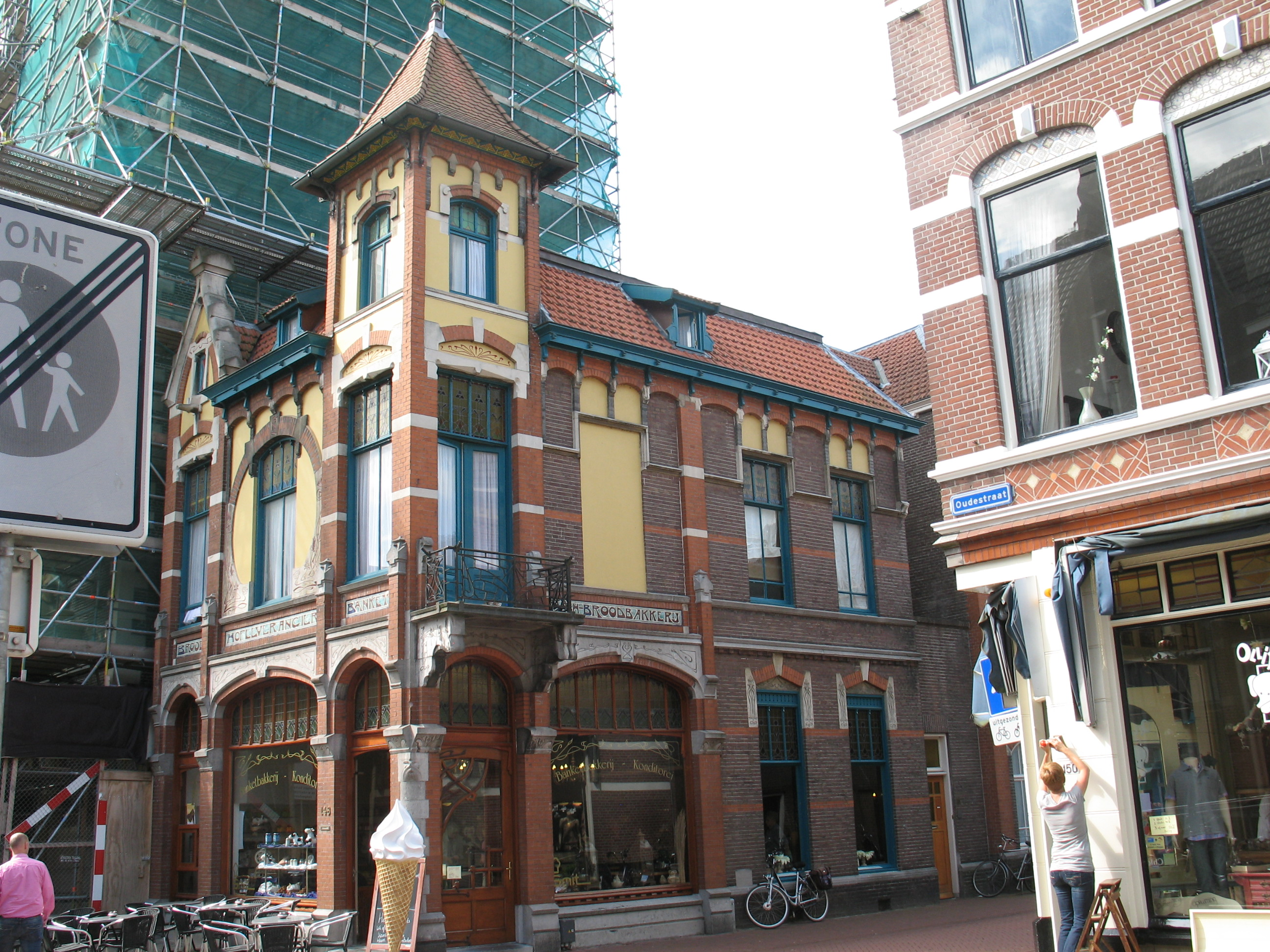
Oudestraat 148 te Kampen, circa 1900
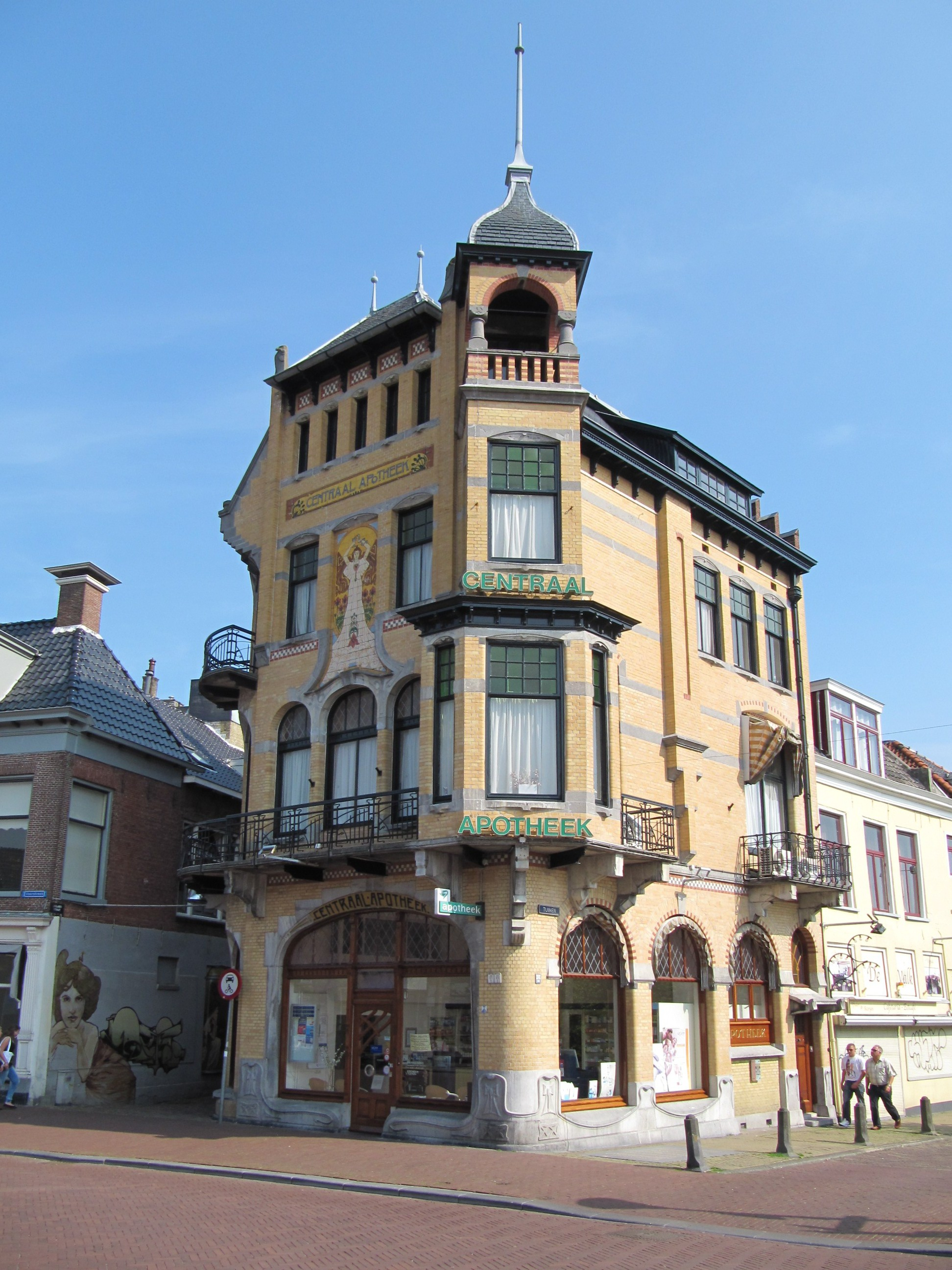
Centraal Apotheek in jugendstil te Leeuwarden, 1904-1905
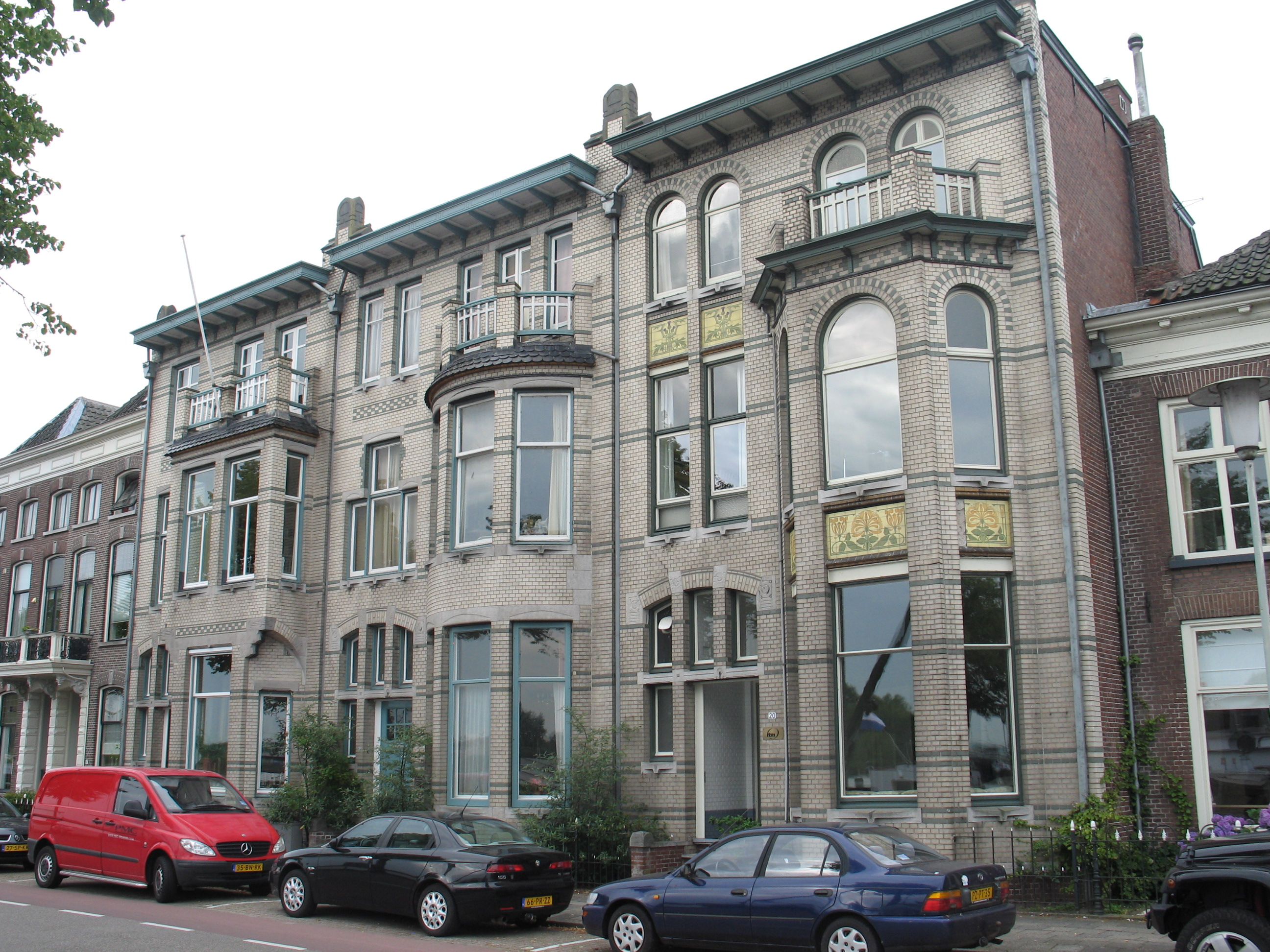
IJsselkade 18-20 te Kampen, 1907
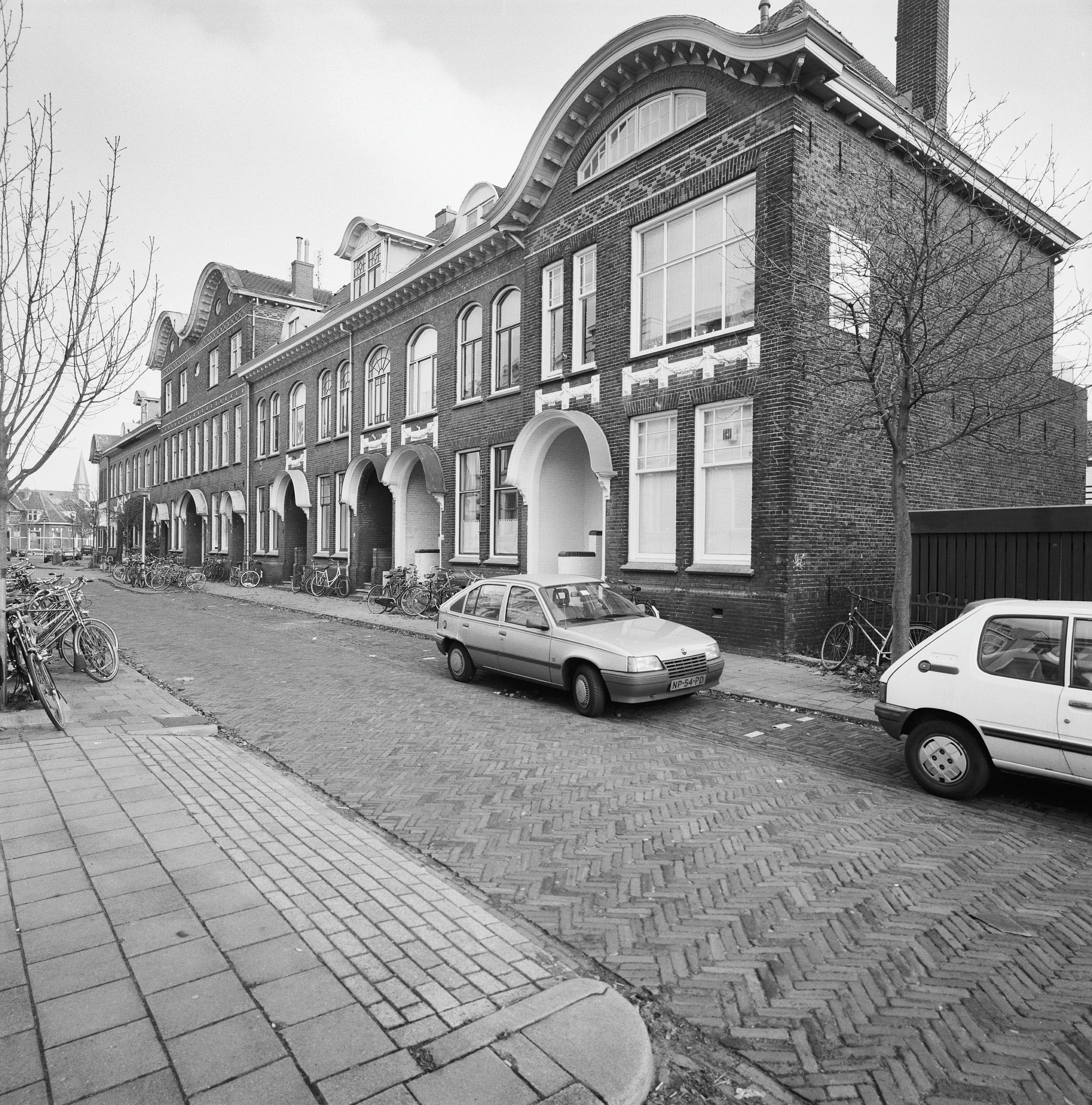
Venestraat 2-20 te Zwolle, 1914
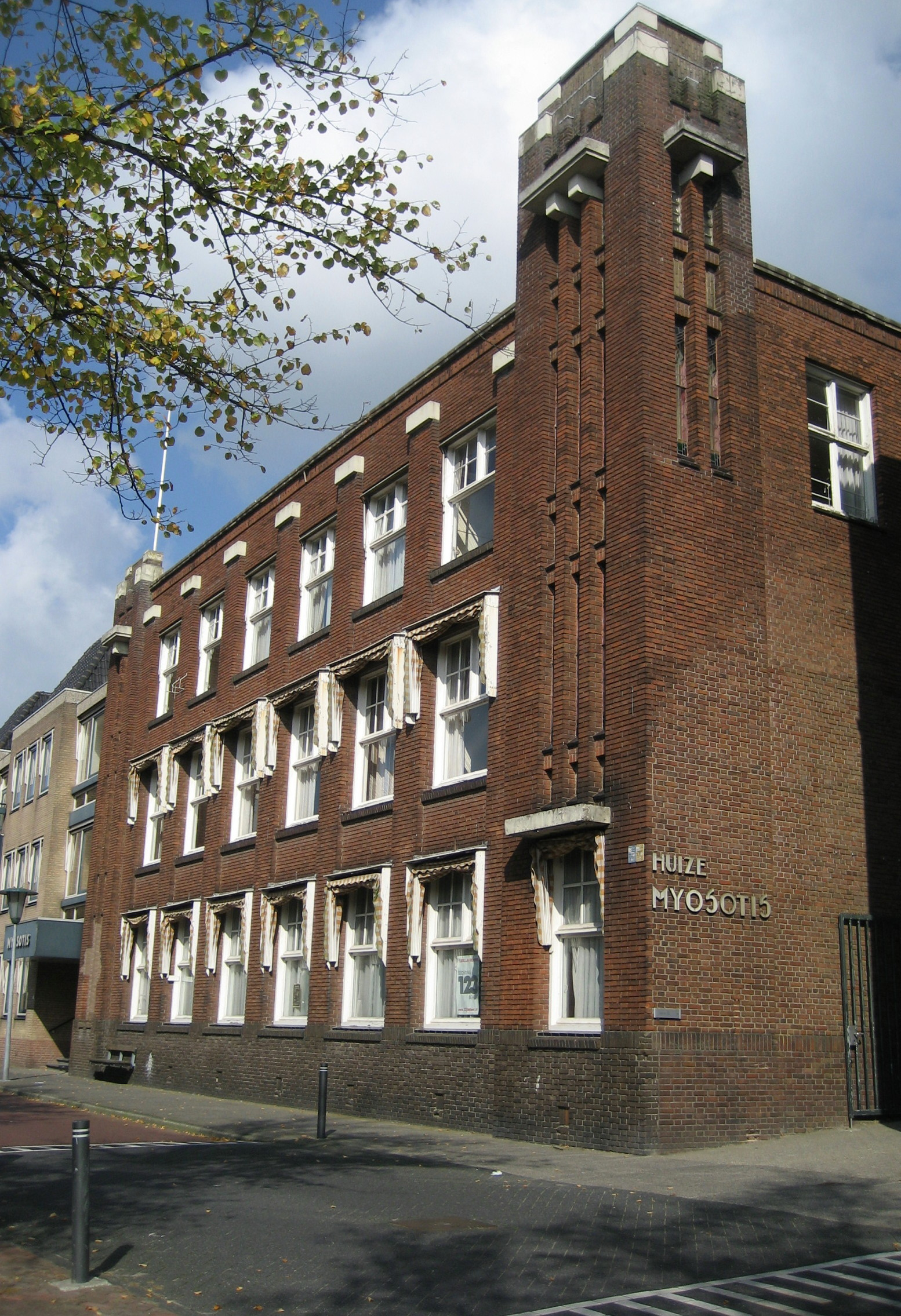
Burgwal 49 te Kampen, 1930-1931
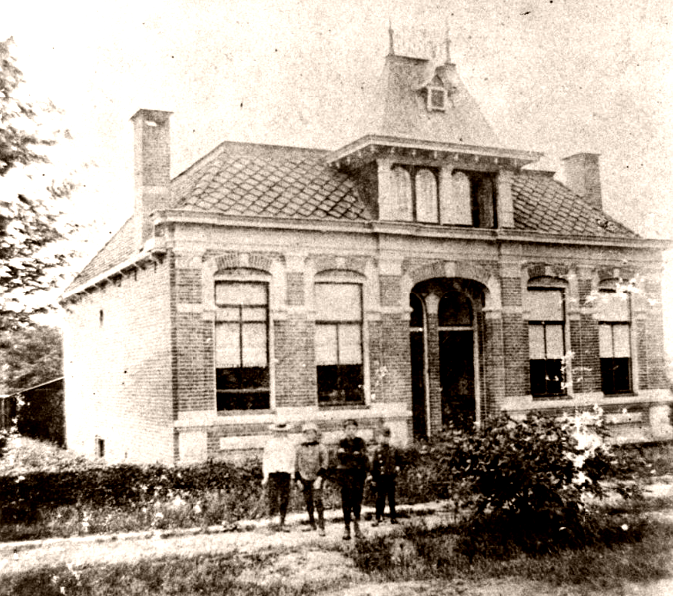
Vaart Z.Z. 131-133 te Assen, 1888